# Mencolok
Mencolok is een bestuurslaag in het regentschap Tanjung Jabung Timur van de provincie Jambi, Indonesië. Mencolok telt 1243 inwoners (volkstelling 2010).